# Auguste Vivier de La Pérocherie
Auguste Vivier de La Pérocherie est un homme politique français, né le 24 octobre 1750 à Paris et décédé le 21 juillet 1821 à Sainte-Colombe (Indre).

## Biographie
Administrateur du département, il est député de l'Indre de 1791 à 1792, s'occupant de finances. Il est de nouveau administrateur du département en l'an VI.